# Kluk
För byn i Åre kommun, se Kluk, Åre kommun.
Kluk är en by i Alsens distrikt (Alsens socken) i Krokoms kommun, Jämtlands län. Fram till 2010 klassades bebyggelsen som en småort.
Byn är belägen i västra delen av socknen och bildar tillsammans med Östbacken, Västbacken, Nordbyn och Kougsta den så kallade Västbygden. Kluk ligger i en utpräglad jord- och skogsbruksbygd längs med väg 671 mellan Bleckåsen och Kaxås.

## Historia
Bynamnet Kluke omnämns första gången år 1424. En av Alsens första kooperativa affärer fanns i Kluk. 

## Samhället
I Kluk finns bland annat en livsmedelsaffär. Sedan 2013 finns även en bowlinghall med tillhörande restaurang som drivs av eldsjälar i byn.